# Auguste Adib Pacha
Pour les articles homonymes, voir Adib.
 (mai 2017).
Si vous disposez d'ouvrages ou d'articles de référence ou si vous connaissez des sites web de qualité traitant du thème abordé ici, merci de compléter l'article en donnant les références utiles à sa vérifiabilité et en les liant à la section « Notes et références ».
Auguste Charles Adib Pacha né à Constantinople le 2 août 1859 et mort à Paris 8e le 9 juillet 1936,, est un homme d'État libanais.
Il a été Premier ministre du Liban du 31 mai 1926 au 5 mai 1927, et du 25 mars 1930 au 9 mars 1932.

## Biographie
Auguste Charles Adib est né à Constantinople d'Ibrahim Adib et de Maddalena Veronica Collaro. Son père est issu d'une famille maronite des montagnes du Liban, tandis que sa mère est née d'une famille italienne vivant à Constantinople. Il étudie d'abord à l'école jésuite de Deir Mar Maroun au Ghazir, puis à l'université Saint-Joseph de Beyrouth. En 1885, il s'installe en Égypte, où il travaille dans l'administration locale.